# Praktica PLC3

Praktika PLC3

Die Praktica PLC3 ist eine Kleinbild-Spiegelreflexkamera des VEB Pentacon Dresden. Sie ist eine leicht verbesserte Variante der Praktica PLC2 und hat ein helleres Sucherbild als diese. Bis auf einige Details ist sie außerdem mit der MTL 3 vergleichbar und gehört wie diese zur Praktica-L-Reihe.
Wichtigste Unterschiede:
- Blendenelektrik (elektrische Übertragung der Blendenwerte)
- Offenblendmessung
- Zentralmessung

Funktionsweise der Blendenelektrik:
An den speziellen electric-Objektiven mit M42-Gewinde sind rückseitig drei federnd gelagerte Stifte angebracht. Diese stellen beim Einschrauben des Objektivs in die Kamera Kontakt mit drei am Kameragehäuse angebrachten Kontaktflächen her. Im Objektiv ist ein Potentiometer angebracht, dessen Widerstand sich je nach eingestellter Blende ändert. Über diese Kontakte kann der Wert der eingestellten Arbeitsblende an den Belichtungsmesser im Kameragehäuse übermittelt werden, und die Belichtungsmessung ist bei offener Blende möglich. Dem (großen) Vorteil eines jederzeit hellen Sucherbildes steht der (kleine) Nachteil einer nun fehlenden Kontrollmöglichkeit der Schärfentiefe gegenüber. Daher ermöglicht diese Objektiv-Serie durch eine Umschaltung (A/M) zusätzlich die herkömmliche Arbeitsblendenmessung.
Die Praktica PLC-Modelle lösten die Praktica LLC ab, die bei Markteinführung 1969 die weltweit erste Spiegelreflexkamera mit Offenblendmessung gewesen war. Zur Serie der Praktica-L-Kameras mit Offenblendmessung gehören außerdem die Praktica VLC3 – zuvor VLC 2 – mit Wechselsuchersystem und die vollelektronische Praktica EE2 und später EE3 mit Zeitautomatik.

## Weitere, von der MTL 3 differierende Ausstattung
- Spannungsversorgung über Batterie PX 21 (4,5 V)
- Brückenschaltung zur Kompensation zu niedriger Batteriespannung

Sollen die Vorteile der Blendenelektrik und Offenblendmessung voll genutzt werden, ist sicherzustellen, dass das korrekte electric-Zubehör verwendet wird. So müssen beispielsweise statt der normalen Zwischenringe solche mit elektrischer Übertragung genutzt werden.